# Ayodhya (Division)
Die Division Ayodhya, ehemals Faizabad, ist eine Division im indischen Bundesstaat Uttar Pradesh. Der Verwaltungssitz befindet sich in der Stadt Ayodhya.

## Distrikte
Die Division Ayodhya gliedert sich in fünf Distrikte:
| Distrikt       | Verwaltungssitz | Fläche in km² | Einwohner (2011) | Ew./km² |
| -------------- | --------------- | ------------- | ---------------- | ------- |
| Ambedkar Nagar | Akbarpur        | 2.350         | 2.397.888        | 1.020   |
| Amethi*        | Gauriganj       | 3.063         | 2.549.935        | 832     |
| Ayodhya        | Ayodhya         | 2.341         | 2.470.996        | 1.056   |
| Barabanki      | Barabanki       | 4.402         | 3.260.699        | 741     |
| Sultanpur      | Sultanpur       | 1.373         | 1.247.182        | 908     |

*) Nach der Volkszählung 2011 neu gegründet